# 独角莲
独角莲（学名：Typhonium giganteum）是天南星科犁头尖属的植物，为中国的特有植物。

## 形态
多年生草本，地下块茎卵圆形，有毒；基生叶1-4片，戟状箭形，全缘；夏季开花，肉穗花序，外具紫色佛焰苞。

## 分布
分布在中国大陆的河南、吉林、山东、广东、广西、四川至西藏南部、河北、陕西、甘肃、湖北、辽宁等地，生长于海拔500米至1,500米的地区，多生于山地较湿阴处，目前尚未由人工引种栽培。

## 用途
中医上块茎入药，称“白附子”、“禹白附”，主治中风痰壅、口眼斜歪、偏正头痛、破伤风等症，但有毒；又可作土农药。

## 别名
滴水参、天南星（湖北鹤峰） 野芋（湖北均县） 白附子（四川、湖北） 禹白附、牛奶白附（河北药材名） 麦夫子（河南嵩县） 疔毒豆（东北） 麻芋子（甘肃） 芋叶半夏（广西临桂） “达瓦罗玛吉节涧”（藏族语） 鸡心白附（西藏）

## 外部連結
- 獨角蓮 Dujiaolian （页面存档备份，存于） 藥用植物圖像數據庫 (香港浸會大學中醫藥學院) （中文）（英文）
- 白附子 Baifuzi （页面存档备份，存于） 中藥材圖像數據庫 (香港浸會大學中醫藥學院)
- 製白附子 Zhi Bai Fu Zi （页面存档备份，存于） 中藥標本數據庫 (香港浸會大學中醫藥學院) （繁體中文）（英文）